# Katia et Maurice Krafft
Pour les articles homonymes, voir Krafft.
Catherine Marie Joséphine Conrad, dite Katia Krafft, née le 17 avril 1942 à Soultz-Haut-Rhin (Haut-Rhin, Alsace), et son mari, Maurice Paul Krafft, né le 25 mars 1946 à Mulhouse (Haut-Rhin), sont un couple de volcanologues français et cinéastes, qui ont œuvré pour la diffusion des connaissances et risques volcaniques. Ils meurent dans une coulée pyroclastique sur le Mont Unzen, au Japon, le 3 juin 1991.
Au-delà de la vulgarisation scientifique des volcans en mettant leur propre vie en danger (conditions extrêmes, risques d'éruption), leurs productions cinématographiques et missions de sensibilisation ont permis de sauver des milliers de vies à travers le monde. Enfin, en tant que volcanologue émérite, Katia Krafft a permis de démocratiser le métier de volcanologue auprès des femmes.
Une partie de la collection Krafft est à retrouver au Muséum d'histoire naturelle de Paris qui a accueilli, par dotation à l'État, une riche collection d'ouvrages originaux et d'iconographies anciennes. Près de deux cent mille clichés et plusieurs centaines de films sont aujourd'hui la propriété de l'association Images et Volcans. À Vulcania, une part de leur collection d'échantillons était présentée au sein de l'exposition permanente, dans un espace qui leur était spécialement consacré (avant 2020).

## Biographie
Katia Krafft naît le 17 avril 1942, dans la commune de Soultz-Haut-Rhin, en Alsace, de Charles et Madeleine Conrad. Dès son enfance, Katia Krafft montre un caractère affirmé jusqu'à parfois être turbulente. Ses parents, Charles et Madeleine, respectivement ouvrier et institutrice, souhaitent que leur fille s'assagisse et ils l'envoient donc effectuer une partie de sa scolarité dans une école religieuse. Elle devient institutrice, puis professeure de mathématiques, après avoir passé le concours de l'École normale en 1957 et suivi des études de physique et de géochimie à l'université de Strasbourg. En 1969, elle obtient pour ses travaux de volcanologie le prix de la Fondation de la Vocation.
Maurice Krafft naît le 26 mars 1946 dans la ville de Mulhouse, située dans la région Alsace. Maurice Krafft découvre son intérêt pour les volcans à l'âge de 7 ans, lors d'un voyage familial à Naples et sur l'île de Stromboli. Il rejoint la Société géologique de France à l'âge de 15 ans. Il étudie ensuite la géologie à l'Université de Franche-Comté puis à l'Université de Strasbourg. Lors d'un voyage d'étude sur l'Etna en 1966, il rencontre Haroun Tazieff qui l'intègre dans son équipe, mais les deux hommes aux caractères forts se séparent. En 1968 il crée avec Roland Haas l'Équipe Vulcain, puis le Centre de volcanologie de Cernay.
En 1966, le couple se rencontre à l'université de Besançon et se marie en 1970,. Avec peu d'argent, les époux Krafft économisent pour se payer un voyage à Stromboli et photographient ses éruptions volcaniques quasi-continues. Constatant que les gens sont intéressés par cette documentation sur les éruptions, ils font rapidement carrière en filmant les éruptions volcaniques, ce qui leur permet de voyager dans le monde entier.

## Carrière

### Documentation des phénomènes éruptifs
Durant 25 ans, ils parcourent ensemble le monde, lui privilégiant la caméra, elle l'appareil photo ; Katia et Maurice Krafft sont surnommés les volcano devils (« les fous des volcans ») par les scientifiques américains, traduisant ainsi un sentiment d'admiration et de reconnaissance devant l'enthousiasme et la passion du métier exprimés par le couple de volcanologues français.
Grâce à leurs réseaux de scientifiques amis, Katia et Maurice Krafft, surnommés également les volcanologues les plus rapides du monde, montent de nombreuses expéditions à travers le monde : Italie, Islande, Indonésie, Afrique, Amérique, la Réunion, Hawaï, Nouvelle-Zélande, collectant de nombreux documents sur les volcans en éruption ou pouvant se réveiller, au maximum huit par an, 175 durant toute leur carrière, excepté ceux d'URSS pour des raisons politiques. Ils sont davantage que des photographes et des cinéastes. Lui, en tant que géologue, et elle, en tant que chimiste et physicienne, privilégient aux articles académiques les images, les échantillons et les descriptions fines des phénomènes éruptifs, apportant des éléments à la compréhension de ceux-ci,.
Adoptant le célèbre bonnet rouge de Cousteau et souvent photographiés en combinaison en aluminium et en heaume qui les protègent de la chaleur et des projectiles, ils travaillent en dehors du monde académique mais leurs données alimentent les analyses et les recherches en laboratoire. Leurs travaux permettent ainsi à des collègues d'autres branches de la volcanologie de relier l'activité externe et l'activité interne des volcans, et ainsi d'interpréter divers paramètres géophysiques.
À travers le Centre de volcanologie Vulcain qu'ils créent en 1968, Katia et Maurice Krafft collaborent avec des organismes tels que l'Association internationale de volcanologie et de chimie de l'intérieur de la Terre (IAVCEI), l'Institut national des sciences de l'Univers (rattaché au CNRS français), l'Institut de physique du globe de Paris, l'US Geological Survey, la Smithsonian Institution et la plupart des observatoires volcanologiques du monde.
En vingt-cinq années d’activité, Katia et Maurice Krafft constituent un patrimoine iconographique tout à fait exceptionnel : plus de 300 000 photos, 300 heures de film, dont certains sont diffusés par diverses chaînes de télévision, 20 000 ouvrages traitant de géologie, quelque 6 000 lithographies et tableaux anciens. Une partie de cette collection se retrouve au Muséum d'histoire naturelle de Paris qui a accueilli, par donation à l'État, une riche collection d'ouvrages originaux et d'iconographies anciennes. Près de deux cent mille clichés et plusieurs centaines de films sont aujourd'hui la propriété de l'association Images et Volcans. À Vulcania, jusqu'en 2020, une part de leur collection d'échantillons est présentée au sein de l'exposition permanente, dans un espace spécialement dédié.

### Prise en compte des risques liés aux volcans
Pendant plusieurs années, les Krafft travaillent également à la conception de documents audiovisuels d’information sur les risques volcaniques, à destination des populations menacées et des autorités chargées des dispositifs d'alerte et de secours. La première bande vidéo intitulée Understanding Volcanic Hazards, réalisée à la demande de l’IAVCEI et en collaboration étroite avec l’UNESCO, l’UNDRO (Office of the United Nations Disaster Relief Coordinator) et l’USGS, est présentée au Congrès de Mayence à l’automne 1990. Elle trouvera une application immédiate, en juin 1991, mois de leur mort, avec le réveil catastrophique du Mont Pinatubo aux Philippines. Leur vidéo des effets de l'éruption du Nevado del Ruiz en Colombie est montrée à un grand nombre de personnes, y compris la présidente philippine Cory Aquino, et convainc de nombreux sceptiques que l'évacuation de la zone à risque est nécessaire, car très dangereuse. 

### Les maisons des volcans
La démarche des époux Krafft de porter à la connaissance du grand public des connaissances en volcanologie se traduit par la réalisation de la Maison du Volcan sur l’île de la Réunion, un centre d’information qui ouvre ses portes en 1991 sur un site voisin du Piton de la Fournaise, ainsi que le lancement du projet de parc scientifique Vulcania, en Auvergne.
Maurice et Katia Krafft imaginent dès 1986 installer une attraction touristique et pédagogique au cœur même du Puy de Dôme, c'est-à-dire en creusant au cœur du volcan. En 1990, Valéry Giscard d'Estaing, alors président du conseil régional d'Auvergne s’y oppose. L’année suivante, à la suite de la mort des deux volcanologues le président de région reprend l'idée à son compte et le Conseil Régional d’Auvergne décide de lancer en 1992 un parc scientifique et un musée du volcanisme qui seront implantés en plein cœur de la chaîne des Puys, dans le territoire du Parc naturel régional, sur un ancien terrain militaire de 57 ha. Le projet est baptisé Vulcania. Le parc est inauguré le 20 février 2002.

### L'éruption du Mont Unzen et la mort

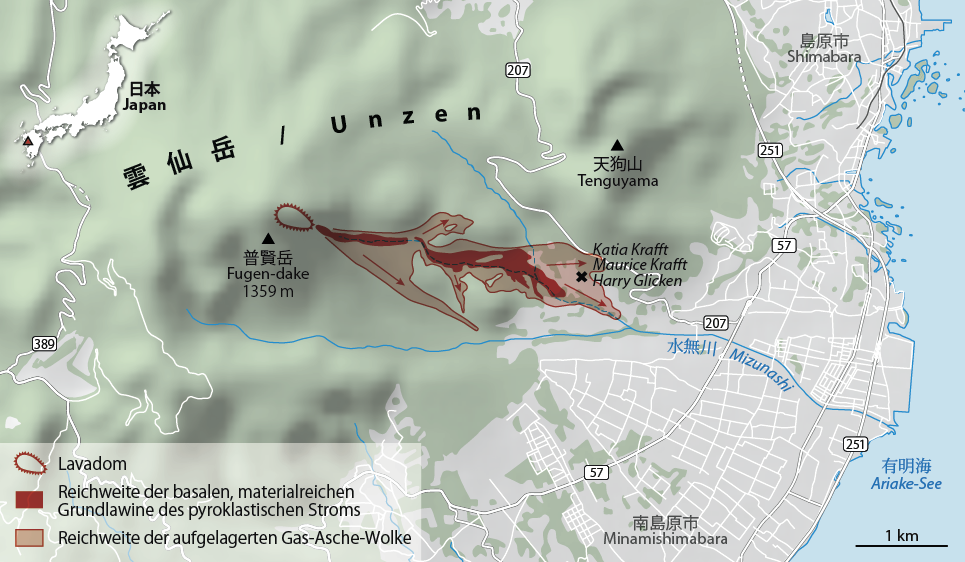
Carte de la coulée pyroclastique du Mont Unzen du 3 juin 1991 avec localisation de l'accident des Krafft.

Le 3 juin 1991, vers 16 heures, heure locale, le Mont Unzen entre en éruption, éjectant des coulées pyroclastiques qui dévalent ses pentes, tuant 37 personnes dont les Krafft et leur collègue volcanologue Harry Glicken. Le 5 juin, les autorités locales et la police de Shimabara indiquent que les équipes de recherche militaires ont retrouvé les corps de Glicken, de Katia et de Maurice Krafft. Les Krafft sont retrouvés près de leur voiture, couchés côte à côte sous une fine couche de cendres. Leurs corps sont brûlés au point d'être méconnaissables et ne peuvent être identifiés que par quelques objets personnels, comme la montre et l'appareil photo de Maurice Krafft. L'emplacement des corps suggère que Harry Glicken est le premier du trio à fuir et que les Krafft sont restés sur place. Leur matériel de tournage a été détruit par la chaleur,.
Les dépouilles de Katia et Maurice Krafft sont incinérées au Japon dans le cadre d'un service funéraire catholique et leur cendres sont placées dans la tombe familiale de Katia Krafft en Alsace,.
La chaîne de télévision National Geographic met en lumière le travail des Krafft dans un numéro vidéo, publiant de nombreuses images d'archives et des photographies, ainsi que des interviews du couple. Maurice Krafft déclare dans cette vidéo : « je n'ai jamais peur car j'ai vu tellement d'éruptions en 23 ans que même si je meurs demain, je m'en moque ».
Après sa mort, Maurice Krafft est cité dans l'Associated Press comme ayant déclaré qu'il voulait mourir en poursuivant son travail « au bord d'un volcan ».
La nécrologie du couple paraît dans la revue scientifique internationale Bulletin of Volcanology.

## Hommages
Katia et Maurice Krafft œuvrent toute leur carrière pour la démocratisation des connaissances sur les volcans et sont souvent récompensés pour leurs travaux. Le 25 février 1975, ils reçoivent, en compagnie de leur équipier Roland Haas, des mains du président de la République Valéry Giscard d'Estaing, le Prix Liotard de l'Exploration.

### Oronymie et odonymie
Un cratère volcanique, le M. and K. Katia et Maurice Krafft Crater, du volcan Piton de la Fournaise sur l'île française de La Réunion dans l'océan Indien, porte le nom du couple. Le cratère est situé à 21° 13′ 23″ S, 55° 43′ 02″ E. La lave sort de ce cratère en mars 1998.
Plusieurs lieux portent également leurs noms : le hall de la Cité du Volcan situé sur l'île de La Réunion au Bourg-Murat dont les deux volcanologues avaient initié le projet, ainsi que 8 établissements scolaires en France : l’école primaire publique de Saint-Philippe (Île de la Réunion), l'école de Soultz-Haut-Rhin (Haut-Rhin), le collège de Pfastatt (Haut-Rhin), le collège d'Eckbolsheim (Bas-Rhin), le collège du quartier de La Devèze à Béziers (Hérault), l'école primaire d'Houdemont (Meurthe-et-Moselle), l'école primaire de Châtenois (Bas-Rhin), l'école élémentaire d'Ottmarsheim (Haut-Rhin).

### Médaille hommage
La Médaille Katia et Maurice Krafft honore la mémoire de Katia et Maurice Krafft et est décernée tous les 4 ans par l'Assemblée scientifique de l'Association internationale de volcanologie et de chimie de l'intérieur de la Terre (IAVCEI). Elle récompense une personne qui a apporté des contributions significatives à la volcanologie ou en rendant service aux communautés touchées par l'activité volcanique.

### Fonds commémoratif Maurice et Katia Krafft
Le Centre d'étude des volcans actifs de l'Université d'Hawaï à Hilo a créé un fonds en mémoire des Katia et Maurice Krafft (The Maurice and Katia Krafft Memorial Fund). Les dons sont destinés à sensibiliser les populations des pays à haut risque volcanique aux dangers que représentent les volcans actifs.

### Stèle mémorielle
Une stèle est visible au pied du mont Unzen où sont inscrits en caractères japonais et latins les noms de toutes les victimes.

### Films
- Dans Au cœur des volcans : Requiem pour Katia et Maurice Krafft (2022), Werner Herzog célèbre la vie de ces deux chercheurs et preneurs d'images et redonne vie à leurs prises de vue.
- Le film Fire of Love de Sara Dosa, sorti en 2022, a reçu cette année-là le prix Azar Khalatbari du Festival du Film de Fleurance – Transitions – Science – Société, qui se tient lors du 32e festival d'astronomie de Fleurance[réf. nécessaire].

## Publications
Le Guide des volcans d'Europe, écrit par Maurice Krafft et illustré par son épouse Katia, a beaucoup fait pour encourager le renouveau des études géologiques en France et vulgariser la théorie de la tectonique des plaques en présentant la pétrographie, la magmatologie et une classification des mécanismes disruptifs. Il étudie ensuite plusieurs volcans de France, d'Islande, d'Allemagne, de Grèce et d'Italie.
La liste suivant présente une sélection des ouvrages de Katia et Maurice Krafft. De nombreuses rééditions ou remaquettages de leurs ouvrages ont été publiés après leur mort.
- Maurice Krafft (ill. Katia Krafft, Roland Haas), Guide des volcans d'Europe : généralités, France, Islande, Italie, Grèce, Allemagne., Paris, Delachaux et Niestlé. Neuchâtel, 1974, 412 p. (ISBN 2-603-00006-3)
- Katia Krafft, Les Volcans, Paris, Draeger-Vilo, 1975, 174 p.
- Katia Krafft, A l'assaut des volcans. Islande - Indonésie, Paris, Presses de la Cité, coll. « Coup d'oeil sur le monde », 1976, 108 p. (ISBN 978-2-261-00190-3)
- La Terre une planète vivante !, Hachette, Paris, 1978, 156 p.
- Maurice Krafft (ill. Katia Krafft, Roland Haas), Volcans et dérive des continents, Paris, Hachette Littératures, 1978, 156 p. (EAN 9782010036576)
- Katia Krafft, Volcans et tremblements de terre, Paris, Deux coqs d'or, 1979, 126 p.
- Roland Benard, La Fournaise, volcan actif de l'île de la Réunion, Paris, Imprimerie Istra, 1979, 117 p.
- Katia Krafft, Dans l'antre du diable - volcans d'Afrique, Canaries et Réunion, Paris, Presses de la Cité, coll. « Connaissance du monde », 1er janvier 1981, 124 p. (EAN 9782258009042)
- Maurice Krafft, Questions à un volcanologue : Maurice Krafft répond, Paris, Hachette, 1er janvier 1981, 231 p. (ISBN 2010079051)
- Katia Krafft, Volcans, le réveil de la terre, Paris, Hachette, 1983, 156 p. (ISBN 2-85108-338-4)
- Maurice Krafft, Les volcans et leurs secrets, Paris, Nathan, 1984, 62 p. (ISBN 2092781669)
- Maurice Krafft, Volcans et éruptions, Paris, Hachette Jeunesse, 1985, 90 p. (EAN 9782010115103, lire en ligne)
- Katia Krafft, Les Plus beaux volcans d'Alaska en Antarctique et Hawaï, Paris, Solar, 1985 (ISBN 2263009930)
- Les Volcans du monde, Vevey-Lausanne, Éditions Mondo, 1986, 152 p.
- Objectif volcans, Paris, Nathan Image, 1986, 154 p.
- Maurice Krafft (ill. Luc Favreau), Les Volcans : des montagnes vivantes, Paris, Gallimard, 25 octobre 1989, 34 p. (ISBN 2-07-039779-3)
- (de) Katia Krafft, Führer zu den Virunga-Vulkanen, Stuttgart, Thieme, 1er janvier 1990, 193 p. (ISBN 3432989113)
- Maurice Krafft, Guide des volcans d'Europe et des Canaries, Paris, Delachaux et Niestlé, 1991, 456 p. (ISBN 2603000063)
- Katia Krafft (ill. Gilles Bachelet), Le monde merveilleux des volcans, Paris, Hachette Jeunesse, coll. « Reponses Petits Curieux », 1991, 58 p. (ISBN 2010181611)
- Maurice Krafft, Les Feux de la Terre : Histoires de volcans, Paris, Gallimard, 4 juin 1991, 208 p. (ISBN 2070531414)
- Katia Krafft, Le feu de la terre, Paris, Editions de la Martinière, 1992, 127 p. (ISBN 2-09-290174-5)

### Médias externes
- National Geographic Society "Volcano", cassette VHS de 60 minutes [52763] Columbia Tristar Home Video  (ISBN 0-8001-2666-1)
- P.B.S. Nature : "The Volcano Watchers", cassette VHS de 60 minutes [PBS 103] WNET Thirteen Copyright 1987,  (ISBN 1-56111-504-5).
- Images de volcans, Photos, vidéos et sons, pris par Maurice et Katia Katia et Maurice Krafft, et biographie
- [vidéo] « L'effondrement du dôme du Mont Unzen déclenche la coulée pyrocnomique qui coûte la vie à Maurice et Katia Katia et Maurice Krafft », sur YouTube